# Carla Rebecchi
Carla Rebecchi, född den 7 september 1984 i Buenos Aires, Argentina, är en argentinsk landhockeyspelare.
Hon tog OS-brons i damernas landhockeyturnering i samband med de olympiska landhockeytävlingarna 2008 i London.
Hon tog OS-silver i samma gren i samband med de olympiska landhockeytävlingarna 2012 i London.